# Rassocha (přítok Jasačné)
Rassocha (rusky Рассоха, jakutsky Рассоха) je řeka v Jakutské republice v Rusku. Je 254 km dlouhá. Povodí má rozlohu 8820 km².

## Průběh toku
Vzniká soutokem řek Ulachan-Načini a Charaulach, které stékají z horského hřbetu Ulachan-Čistaj. Na středním toku protéká skrze hřbety Garmyčan a Arga-Tas. Na dolním toku je koryto členité a rozděluje se na dvě ramena. Ústí zleva do řeky Jasačnaja (povodí Kolymy).

## Vodní stav
Zdroj vody je sněhového a dešťový. Zamrzá v říjnu a rozmrzá v květnu.